# برايان وليامز (سياسي)
برايان وليامز (بالإنجليزية: Brian Williams)‏ هو سياسي أمريكي، ولد في 1 أغسطس 1942 في آكرون في الولايات المتحدة. حزبياً، نشط في الحزب الديمقراطي. وقد انتخب عضو مجلس نواب أوهايو (3 يناير 2005 – 31 ديسمبر 2010).